# Doris para Maiores
Doris para Maiores foi um programa de variedades que mesclava humor e informação exibido pela TV Globo em 1991, apresentado por Dóris Giesse e dirigido por Guel Arraes.
Foi o primeiro programa regular a contar com as atuações do grupo Casseta & Planeta, que também escrevia a maior parte do conteúdo cômico. Os quadros do Casseta & Planeta se alternavam com reportagens sobre temas pouco convencionais, segmentos de filmes e vídeos independentes, trechos de programas de TV absurdos de outros países (num tempo em que a TV por assinatura não era muito disseminada) e de programas brasileiros antigos.
Além de apresentar os diversos quadros, Doris Giesse interpretava a androide Dorfe, contracenando com Diogo Vilela, Débora Bloch e Zezé Polessa num esquete futurista criado por Alexandre Machado.
O programa foi um marco na história da TV brasileira e atingiu picos de 52 pontos de audiência no IBOPE.
O modelo de Doris para Maiores foi aproveitado, sem o conteúdo jornalístico, de 1992 em diante no Casseta & Planeta, Urgente!.